# Граб обыкновенный
Граб обыкнове́нный, или граб европе́йский, или граб кавка́зский (лат. Cárpinus bétulus) — вид лиственных деревьев из рода Граб (Carpinus) семейства Берёзовые (Betulaceae). Типовой вид рода.

## Распространение и экология
В природе ареал вида охватывает материковую часть Европы, Малую Азию, Кавказ, Закавказье и Иранское нагорье.
Произрастает в смешанных широколиственных лесах, иногда образует и чистые насаждения. В Восточном Закавказье поднимается до 2000 м над уровнем моря. В естественных условиях растёт во втором ярусе смешанных лесов.
Растёт медленно. Теплолюбив, теневынослив. Зимостойкость невысокая. Чистые насаждения образует редко.

## Ботаническое описание

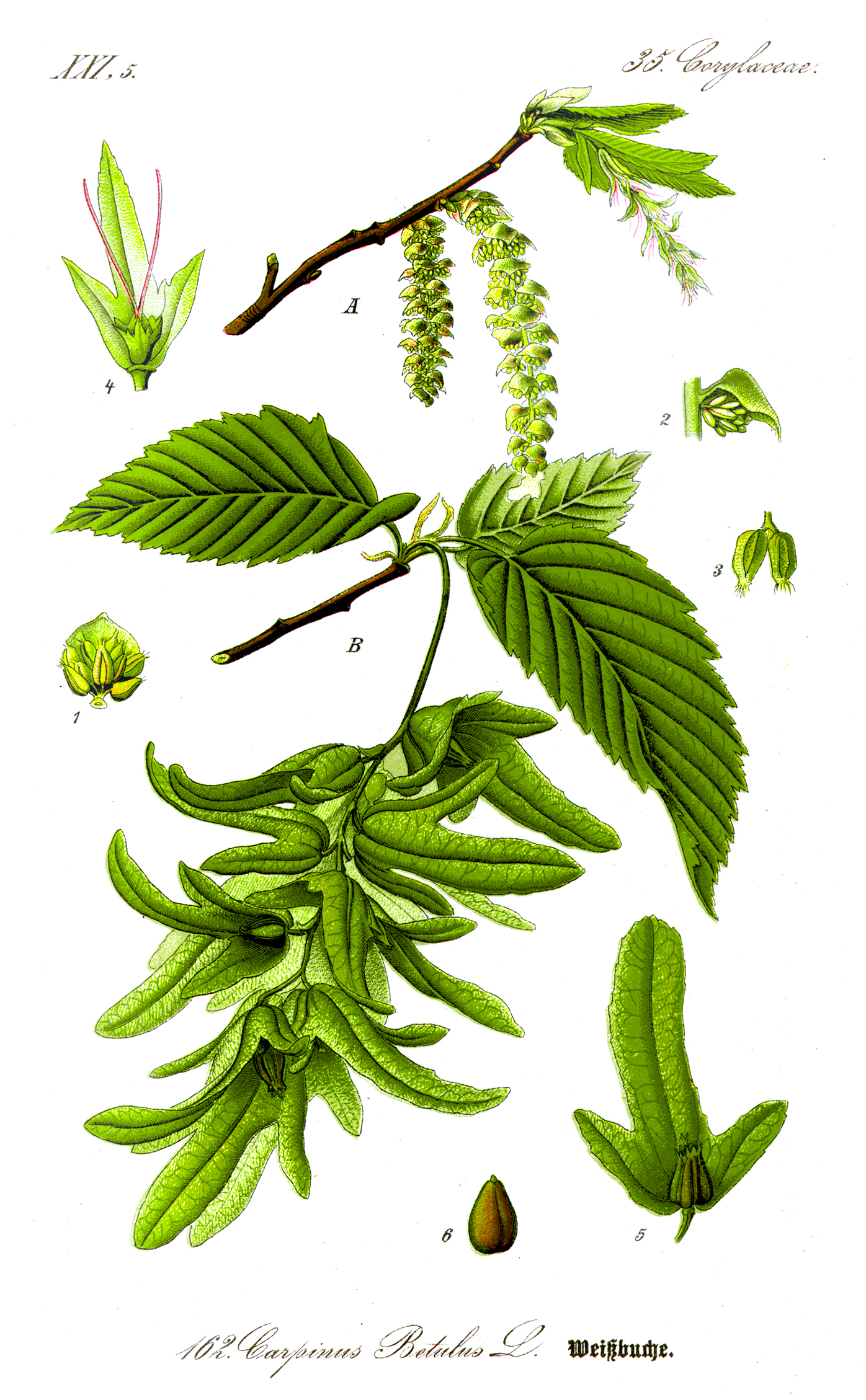
Граб обыкновенный.

Дерево высотой 7—12 м, в редких случаях до 25 м. Ствол диаметром до 40 см, ребристый, иногда слабо скрученный. Крона очень густая, цилиндрическая, на вершине закруглённая. Кора молодых деревьев серебристо-серая, с возрастом глубоко растрескивающаяся. Ветки тонкие, длинные; краевые весной свисающие, летом прямые; молодые побеги бурые, с чечевичками, голые или рассеянно волосистые.
Почки острые, узкие, длиной 5—8 мм. Листья овальные или продолговато-овальные, заострённые, в основании округлые или слабо неравнобоко-сердцевидные, длиной до 15 см, шириной 5 см, сверху тёмно-зелёные, плотные, почти голые, на черешках длиной до 15 мм.
Однодомное растение. Тычиночные серёжки рыхлые, длиной до 6 см, шириной 1 см. Прицветные чешуйки желтоватые, по краю красновато-бурые и ресничатые, заострённые, в основании с 5—7 тычинками, пыльники которых вверху опушённые. Пестичные серёжки длиной до 15 см, диаметром до 6 см. Обёртки при плодах кожистые, длиной 3—6 см, трёхлопастные, цельнокрайные или зубчатые.
Плод — небольшой, овальный, слегка сплюснутый, блестящий, бурый орех, 3—6 мм в длину, с 7—11 рёбрами, находится в кроющем листе. В каждой серёжке обычно 10—30 орехов. В 1 кг 30—35 тысяч обескрыленных орешков.
Цветение в апреле — мае. Плодоношение в сентябре-октябре.

## Химический состав
| Что анализировалось | % от абсолютно сухого веществ | % от абсолютно сухого веществ | % от абсолютно сухого веществ | % от абсолютно сухого веществ | % от абсолютно сухого веществ |
| Что анализировалось | Золы                          | Протеина                      | Жира                          | Клетчатки                     | БЭВ                           |
| ------------------- | ----------------------------- | ----------------------------- | ----------------------------- | ----------------------------- | ----------------------------- |
| Листья              | 5,9                           | 10,0                          | 3,3                           | 17,7                          | 69,1                          |
| Плоды               | 2,8                           | 7,5                           | 4,0                           | 69,3                          | 49,4                          |
| Другие плоды        | 3,0                           | 6,8                           | 7,1                           | 59,4                          | 23,7                          |

| Место взятия образца | Дата взятия образца | Зола в % | Содержание золы в % | Содержание золы в % | Содержание золы в % | Содержание золы в % | Содержание золы в % |
| Место взятия образца | Дата взятия образца | Зола в % | Кремний             | Железо              | Марганец            | Кальций             | Магний              |
| -------------------- | ------------------- | -------- | ------------------- | ------------------- | ------------------- | ------------------- | ------------------- |
| Гора Машук           | Август 1937         | 9,6      | 0,47                | 0,77                | 0,72                | 21,58               | 3,47                |
| Гора Железная        | »                   | 11,9     | 16,54               | 0,42                | 0,38                | 13,27               | 0,36                |
| Гора Машук           | Июль 1938           | 5,6      | 4,26                | 1,09                | 0,62                | 29,89               | 6,90                |
| Гора Железная        | »                   | 6,4      | 3,67                | 1,10                | 1,10                | 28,94               | 6,96                |

## Значение и применение
Кора изредка поедается бобрами. Поедается козами, овцами, лошадьми и крупным рогатым скотом. Даёт веточный корм удовлетворительного качества. Выход масла из семян 11,7 % от абсолютно сухих семян; масло пригодно для технических целей.
Древесина твёрдая, прочная, устойчива против истирания, в качестве строительного материала мало пригодная из-за кривизны ствола. Из граба изготавливают музыкальные инструменты, шпон, токарные изделия, рукоятки инструмента и сапожные колодки, паркет.
В посадках весьма декоративен. Имеет ряд декоративных форм. В лесном хозяйстве ценится как низкоствольное дерево, дающее обильную поросль.
Кора применяется для дубления, а внутренние слои иногда используются для окрашивания шерсти в жёлтый цвет.
Используется для создания бонсаев.
|        |  |  |
| Бонсай |  |  |

## Таксономия
Вид Граб обыкновенный входит в род Граб (Carpinus) подсемейства Лещиновые (Coryloideae) семейства Берёзовые (Betulaceae) порядка Букоцветные (Fagales).
Некоторые ботаники относят его к отдельному семейству Лещиновые (Corylaceae) вместе с лещиной (Corylus) и хмелеграбом (Ostrya).
|  |                                      |  |                                                             |                                                             |                     |  | ещё 7 семейств (согласно Системе APG II) | ещё 7 семейств (согласно Системе APG II)                   |                                                            |  |  |  | ещё 3 рода   | ещё 3 рода            |  |  |
|  |                                      |  |                                                             |                                                             |                     |  | ещё 7 семейств (согласно Системе APG II) | ещё 7 семейств (согласно Системе APG II)                   |                                                            |  |  |  | ещё 3 рода   | ещё 3 рода            |  |  |
|  |                                      |  |                                                             | порядок Букоцветные                                         |                     |  |                                          |                                                            | подсемейство Лещиновые                                     |  |  |  |              | вид Граб обыкновенный |  |  |
|  |                                      |  |                                                             | порядок Букоцветные                                         |                     |  |                                          |                                                            | подсемейство Лещиновые                                     |  |  |  |              | вид Граб обыкновенный |  |  |
|  | отдел Цветковые, или Покрытосеменные |  |                                                             |                                                             | семейство Берёзовые |  |                                          |                                                            | род Граб                                                   |  |  |  |              |                       |  |  |
|  | отдел Цветковые, или Покрытосеменные |  |                                                             |                                                             |                     |  |                                          |                                                            |                                                            |  |  |  |              |                       |  |  |
|  |                                      |  | ещё 44 порядка цветковых растений (согласно Системе APG II) | ещё 44 порядка цветковых растений (согласно Системе APG II) |                     |  |                                          | ещё одно подсемейство, Берёзовые (согласно Системе APG II) | ещё одно подсемейство, Берёзовые (согласно Системе APG II) |  |  |  | ещё 40 видов |                       |  |  |
|  |                                      |  |                                                             | ещё 44 порядка цветковых растений (согласно Системе APG II) |                     |  |                                          |                                                            | ещё одно подсемейство, Берёзовые (согласно Системе APG II) |  |  |  |              |                       |  |  |

| |  |  |  |  |  |
| Слева направо: Старое дерево. Нижняя часть взрослого дерева. Лист. Мужское соцветие. Семя. Декоративная форма. |  |  |  |  |  |